# 蕭推
蕭推（510年代—548年12月19日），字智進，南蘭陵郡蘭陵縣人，南朝梁安成康王蕭秀之子，安成煬王蕭機之弟。

## 生平
普通六年（525年），蕭推以王子例封南浦縣開國侯，食邑五百戶。後出京擔任寧遠將軍、淮南太守，遷輕車將軍、晉陵太守。後還京歷任給事中，太子洗馬，祕書丞。後出京擔任輕車將軍、吳郡太守。蕭推所到任之地必會出現赤地大旱，因此被吳人稱為「旱母」。
太清二年（548年），侯景之亂爆發，蕭推駐守在東府城，多次擊退侯景的進攻。十一月四日（12月19日）傍晚，東北樓主許鬱華開啟城關接納侯景的軍隊，東府城遂失陷，蕭推遇害。

## 學識
蕭推少時清敏，喜歡寫作文章，深得皇太子蕭綱的器重，常參與東宮的密宴，與從父兄建安侯蕭正立、新渝侯蕭暎、上黃侯蕭曄並稱為“東宮四友”。